# Botevgrad
Botevgrad (Bulgaars: Ботевград) is een stad en gemeente in het westen van Bulgarije in de  oblast Sofia. Het is de tweede stad van oblast Sofia: alleen Samokov is groter. Tot 1866 heette de stad Samoendjievo, daarna heette de stad Orchanïe tot 1934.

## Geografie
De gemeente ligt in het noordelijke deel van de oblast Sofia. Met een oppervlakte van 518,951 km² is het de vierde van de 22 gemeenten van de oblast (7,33% van het grondgebied). De grenzen zijn als volgt:
- in het oosten - gemeente Pravets;
- in het zuidoosten - gemeente Etropole;
- in het zuiden - gemeente Gorna Malina;
- in het zuidwesten - gemeente Elin Pelin;
- in het westen - gemeente Svoge;
- in het noorden - de gemeenten Mezdra en Roman, oblast Vratsa;

## Bevolking
Op 31 december 2020 telde de stad Botevgrad 19.012 inwoners, terwijl de gemeente Botevgrad, inclusief 12 nabijgelegen dorpen, 30.665 inwoners had.
| Stad     | 4 927  | 6 079  | 8 646  | 12 043 | 17 774 | 22 459 | 23 006 | 21 545 | 20 345 | 19 012 |
| Gemeente | 27 877 | 28 883 | 28 101 | 30 240 | 36 113 | 39 343 | 38 316 | 35 939 | 33 175 | 30 665 |

## Gemeentelijke kernen
De gemeente Botevgrad bestaat uit de stad Botevgrad en de onderstaande 12 dorpen:
| - Bozjenitsa - Vratsjesj - Goerkovo - Elovdol | - Kraevo - Lipnitsa - Litakovo - Novatsjene | - Radotina - Rasjkovo - Skravena - Troedovets |

Anton ·
Bozjoerisjte ·
Botevgrad ·
Dolna Banja ·
Dragoman ·
Elin Pelin ·
Etropole ·
Godetsj ·
Gorna Malina ·
Ichtiman ·
Koprivsjtitsa ·
Kostenets ·
Kostinbrod ·
Mirkovo ·
Pirdop ·
Pravets ·
Samokov ·
Slivnitsa ·
Svoge ·
Tsjavdar ·
Tsjelopetsj ·
Zlatitsa